# Dino Rossi (cyclisme)
Pour les articles homonymes, voir Dino Rossi.
Dino Rossi (né le 16 juillet 1920 à Livourne et mort le 25 novembre 2008 à Florence) est un coureur cycliste italien. Professionnel de 1948 à 1953, il a remporté le Tour de Sicile et le Tour des Apennins en 1949.

## Palmarès

### Palmarès amateur
- 1948
  - Giro delle Due Province
  - 2e de Milan-Rapallo
  - 3e de Florence-Viareggio

### Palmarès professionnel
- 1949
  - Tour des Apennins
  - Tour de Sicile :
    - Classement général
    - 6e étape
- 1950
  - Giro delle Due Province
- 1951
  - 7e étape du Tour du Maroc

## Résultats sur les grands tours

### Tour d'Italie
- 1949 : 31e du classement général
- 1950 : 31e du classement général
- 1951 : 19e du classement général
- 1952 : abandon